# Municipio de Blue River (condado de Johnson)
El municipio de Blue River (en inglés: Blue River Township) es un municipio ubicado en el condado de Johnson en el estado estadounidense de Indiana. En el año 2010 tenía una población de 4936 habitantes y una densidad poblacional de 77,97 personas por km².

## Geografía
El municipio de Blue River se encuentra ubicado en las coordenadas 39°23′48″N 85°59′34″O / 39.39667, -85.99278. Según la Oficina del Censo de los Estados Unidos, el municipio tiene una superficie total de 63.31 km², de la cual 62,89 km² corresponden a tierra firme y (0,65 %) 0,41 km² es agua.

## Demografía
Según el censo de 2010, había 4936 personas residiendo en el municipio de Blue River. La densidad de población era de 77,97 hab./km². De los 4936 habitantes, el municipio de Blue River estaba compuesto por el 95,6 % blancos, el 0,26 % eran afroamericanos, el 0,22 % eran amerindios, el 0,16 % eran asiáticos, el 2,74 % eran de otras razas y el 1,01 % eran de una mezcla de razas. Del total de la población el 5,04 % eran hispanos o latinos de cualquier raza.